# Stereophallodon
Stereophallodon es un género extinto de sinápsidos pelicosaurios que vivieron durante el Carbonífero Superior (Pensilvánico) y Pérmico inferior en lo que ahora son Estados Unidos.